# Flávio Minuano
Flávio Minuano (Porto Alegre, Brasil; 9 de julio de 1944) es un exfutbolista de Brasil que jugaba en la posición de delantero centro.

## Carrera

### Club
| Periodo   | Club                   |
| --------- | ---------------------- |
| 1961–1964 | SC Internacional       |
| 1965–1969 | SC Corinthians         |
| 1969–1971 | Fluminense FC          |
| 1972–1975 | FC Porto               |
| 1975–1976 | SC Internacional       |
| 1977      | Santos                 |
| 1977      | EC Pelotas             |
| 1978      | Figueirense FC         |
| 1979-1980 | Brasília FC            |
| 1981      | Club Jorge Wilstermann |

### Selección nacional
Jugó para Brasil en 17 ocasiones de 1963 a 1966 y anotó 10 goles; participó en la Copa América 1963.

## Logros

### Club
- Brasileirao (2): 1970, 1975
- Campeonato Gaucho (3): 1961, 1975, 1976
- Campeonato Carioca (2): 1969, 1971
- Torneio Rio-São Paulo (1): 1966
- Taça Guanabara (2): 1969, 1971

### Individual
- Goleador del Brasileirao (1): 1975 (16 goles)
- Goleador del Campeonato Carioca (2): 1969 (15 goles), 1970 (18 goles)
- Goleador del Campeonato Paulista (1): 1967 (21 goles)
- Goleador del Campeonato Gaucho (1): 1977 (13 goles)
- Goleador de la Taça Guanabara (1): 1970 (8 goles)
- Goleador del Torneio Rio-São Paulo (1): 1965 (14 goles)
- Bola de Prata (1): 1975
- Miembro del Salón de la Fama del SC Corinthians